# California Sunshine
California Sunshine is een voormalige Amerikaanse voetbalclub uit Fountain Valley, Californië. De club werd opgericht in 1977 en opgeheven in 1980. De club speelde vier seizoenen in de American Soccer League.